# القمة الخليجية 1994 (المنامة)
قمة مجلس التعاون الخليجي 1994 أو القمة الخليجية 15 هي قمة قادة دول مجلس التعاون لدول الخليج العربية عقدت في يوم الإثنين 19 ديسمبر 1994 في مدينة المنامة بدولة البحرين برئاسة صاحب السمو الشيخ عيسى بن سلمان ال خليفة أمير دولة البحرين.  

## القادة المشاركين

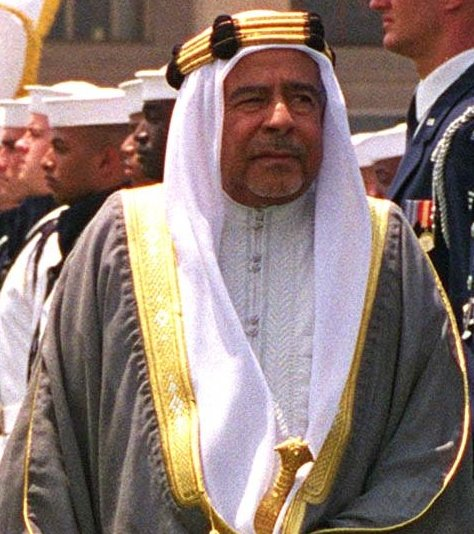
البحرين صاحب السمو الشيخ عيسى بن سلمان آل خليفة أمير دولة البحرين (رئيس الإجتماع)
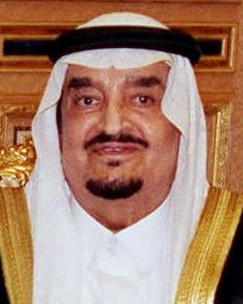
السعودية خادم الحرمين الشريفين الملك فهد بن عبدالعزيز آل سعود ملك المملكة العربية السعودية
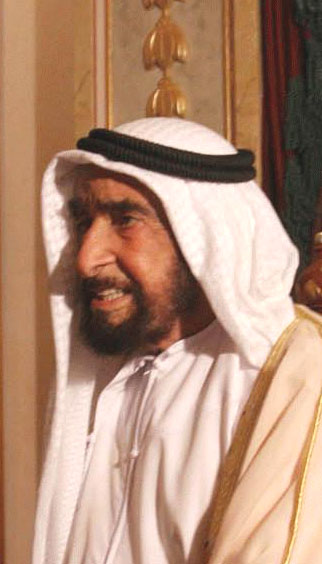
الإمارات العربية المتحدة صاحب السمو الشيخ زايد بن سلطان آل نهيان رئيس دولة الإمارات العربية المتحدة
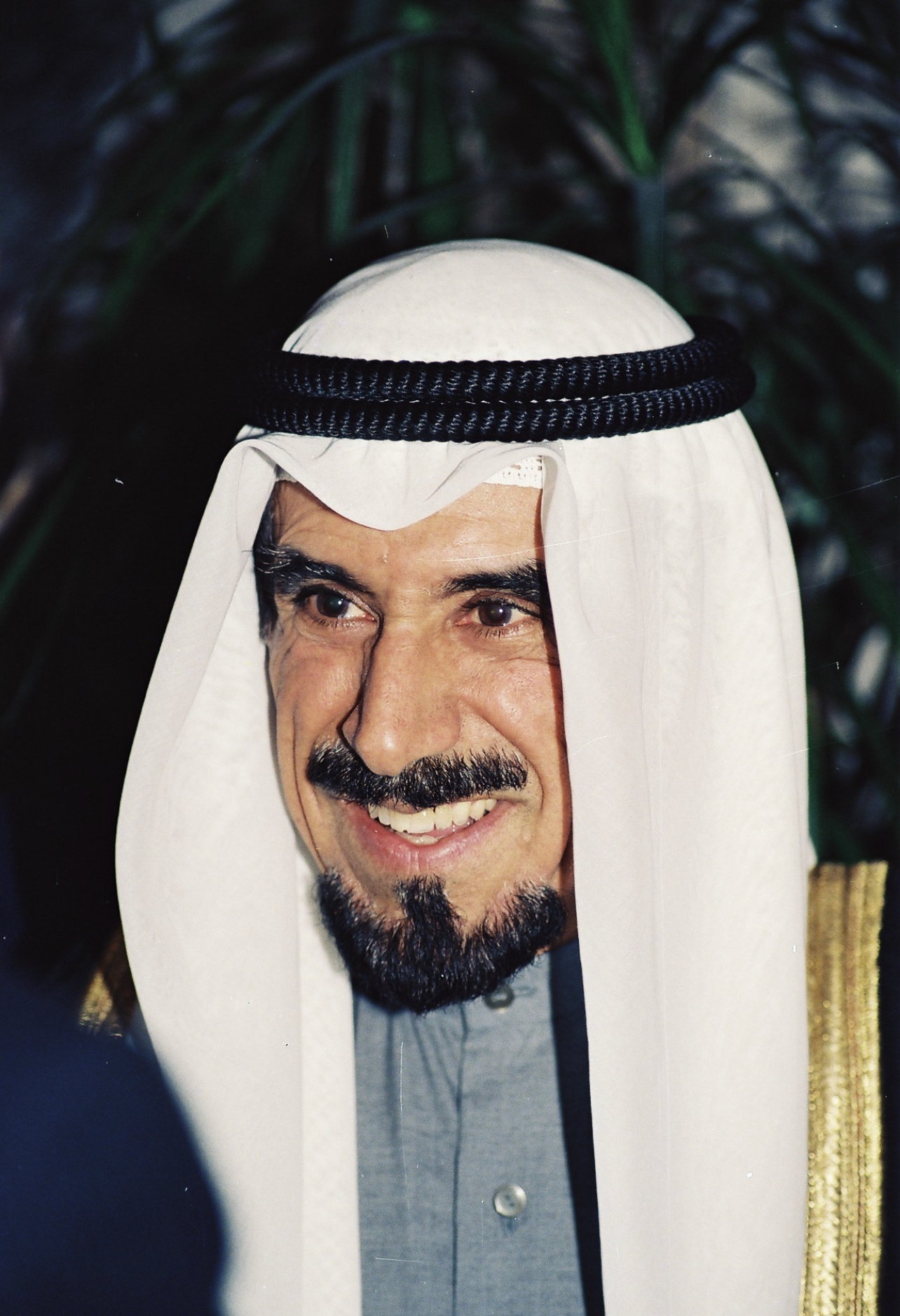
الكويت صاحب السمو الشيخ جابر الأحمد الجابر الصباح أمير دولة الكويت
قطر صاحب السمو الشيخ خليفة بن حمد آل ثاني أمير دولة قطر
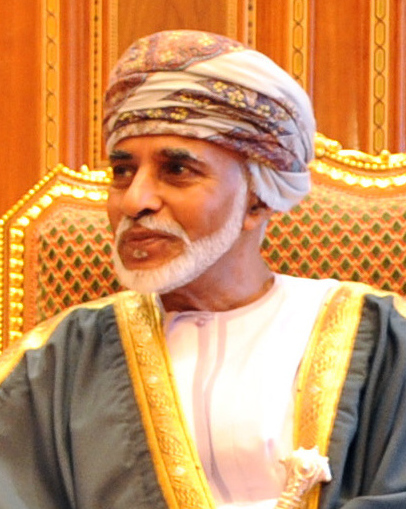
عُمان صاحب الجلالة السلطان قابوس بن سعيد آل سعيد سلطان عمان
مجلس التعاون الخليجي معالي الشيخ فاهم بن سلطان القاسمي أمين عام مجلس التعاون لدول الخليج العربية